# دير الصليب (القدس)
دير الصليب أو دير الصليب المقدس أو دير الصليب المكرم هو دير بيزنطي تابع للبطريركية الأرثوذكسية المقدسية في الشطر الغربي من مدينة القدس. بحسب التقليد الكنسي، بني الدير في موقع الشجرة الثلاثية، المركبة من الصنوبر والسرو والأرز، والتي زرعها لوط ومنها صنع الصليب الحقيقي.